# Выборы губернатора Новосибирской области (1995)
Первые всенародные выборы губернатора Новосибирской области прошли в Новосибирской области в декабре 1995 года. Первый тур состоялся 17 декабря, одновременно с выборами депутатов Государственной думы II созыва. Поскольку в первом туре ни один кандидат не набрал абсолютного большинства голосов избирателей, на 24 декабря был назначен второй тур. На фоне низкой явки во втором туре победу одержал бывший глава администрации Новосибирской области Виталий Муха, набрав 54,04 % голосов избирателей.

## Проведение
26 ноября 1991 года указом президента РСФСР Бориса Ельцина первым главой администрации Новгородской области был назначен председатель Совета народных депутатов Новосибирской области Виталий Петрович Муха, находившийся при этом в оппозиции к самому Ельцину. В период Конституционного кризиса, 20 марта 1993 года Ельцин выступил с телевизионным обращением к народу, в котором объявил о приостановке действия Конституции и введении «особого порядка управления страной», в частности заявив о снятии с постов глав Новосибирской и Иркутской областей Виталия Мухи и Юрия Ножикова «за нарушение законодательства», но через два дня отменил своё решение, принеся главам регионов извинения. Вскоре, из-за осуждения разгона Верховного Совета и неододобрения конституционной реформы Муха был смещён президентом Ельциным с поста главы администрации 5 октября 1993 года; новым руководителем региона был назначен глава администрации Новосибирска Иван Индинок. Наряду с отстранением от должности в отношении Мухи также рассматривался вариант возбуждения уголовного дела.
16 октября 1995 года президент Ельцин издал указ, разрешающий проведение выборов губернатора Новосибирской области в декабре 1995 года.
Всего заявки на участии в выборах подали чуть больше десяти кандидатов, однако по итогу было зарегистрировано 7 человек. Оппозиционный политик и бывший народный депутат России Илья Константинов не был допущен до выборов из-за несоответствия цензу оседлости. Отказы в регистрации также получили заместитель министра экономики России Иван Стариков (несоответствие цензу оседлости) и научный сотрудник Института ядерной физики СО РАН Павел Исаев, но вскоре добились регистрации по решению областного суда, которое избирательная комиссия Новосибирской области отказалась обжаловать, чтобы не допустить срыва выборов. Изначально планировалось участие в губернаторской гонке полномочного представителя президента России в Новосибирской области Анатолия Манохина, но тот снялся с выборов в поддержку Старикова.
Ключевыми соперниками действовавшего главы Новосибирской области Ивана Индинка были бывший глава региона Виталий Муха, поддержанный КПРФ, и депутат Совета Федерации Алексей Мананников. Мананников и кандидат от ЛДПР Евгений Логинов строили свою кампанию на резкой критике действующего главы обладминистрации, в частности в случае своей победу Логинов обещал посадить за решётку Индинка и Муху. В период агитационной кампании отдельными кандидатами допускались клеветнические, оскорбительные высказывания в адрес друг друга, что явилось даже предметом судебного разбирательства. Также в избирательную комиссию Новосибирской области поступали заявления кандидатов с требованиями пресечь распространение анонимных листовок, порочащих честь и достоинство кандидатов, сигналами о нарушении правил представления эфирного времени, расклеивания агитационных материалов. 
По итогам голосования ни один из семи зарегистрированных кандидатов не смог набрать необходимого числа голосов (более 50 %), и в области было назначено повторное голосование на 24 декабря. Перед вторым туром Мананников публично выступил в поддержку Виталия Мухи, Стариков косвенно поддержал Индинка, а Логинов держал нейтралитет. По мнению некоторых аналитиков, считалось, что Индинок после второго тура сохранит свой пост, однако повторное голосование проходило в неблагоприятных погодных условиях — на улице стоял 20-градусный мороз и прошёл ураганный ветер, приведший, особенно в сельской местности, к отключению электроэнергии, снежным заносам на дорогах и повреждению линий связи, на фоне чего первый вице-губернатор Василий Киселёв объявил о введении в области режима чрезвычайной ситуации. Это привело к резкому снижению явки избирателей до 43 %. Низкая явка, а также последовательная и интенсивная кампания по дискредитации Ивана Индинка сыграли высокую роль в победе во втором туре Виталия Мухи, который набрал 54,04 % голосов избирателей.

## Кандадаты
| Кандидат                        | Деятельность/должность (на момент выдвижения)                                                                             | Субъект выдвижения | Статус              |
| ------------------------------- | --- | ------------------ | ------------------- |
| Иван Иванович Индинок           | действующий глава администрации Новосибирской области                                                                     | избиратели области | зарегистрирован     |
| Павел Николаевич Исаев          | старший научный сотрудник Института ядерной физики Сибирского отделения РАН                                               | избиратели области | зарегистрирован     |
| Илья Владиславович Константинов | председатель «Союза вкладчиков — Фронта национального спасения», помощник депутата Совета Федерации Федерального Собрания | избиратели области | отказ в регистрации |
| Евгений Юрьевич Логинов         | депутат Государственной думы I созыва, координатор Новосибирского регионального отделения ЛДПР                            | ЛДПР               | зарегистрирован     |
| Алексей Петрович Мананников     | депутат Совета Федерации I созыва, заместитель председателя Комитета по международным делам                               | избиратели области | зарегистрирован     |
| Виталий Петрович Муха           | вице-президент Новосибирского социального коммерческого банка «Левобережный»                                              | избиратели области | зарегистрирован     |
| Иван Валентинович Стариков      | заместитель министра экономики России                                                                                     | избиратели области | зарегистрирован     |
| Анатолий Степанович Францев     | генеральный директор АО «Главновосибирскстрой»                                                                            | избиратели области | зарегистрирован     |

## Результаты
| Место                       | Место                       | Кандидат                    | Голосов   | %       |
| --------------------------- | --------------------------- | --------------------------- | --------- | ------- |
|                             | 1.                          | Иван Индинок                | 308 552   | 22,81 % |
|                             | 2.                          | Виталий Муха                | 245 141   | 18,12 % |
|                             | 3.                          | Алексей Мананников          | 236 578   | 17,49 % |
|                             | 4.                          | Иван Стариков               | 228 916   | 16,92 % |
|                             | 5.                          | Евгений Логинов             | 210 734   | 15,58 % |
|                             | 6.                          | Анатолий Францев            | 28 967    | 3,11 %  |
|                             | 7.                          | Павел Исаев                 | 13 333    | 0,99 %  |
| Против всех                 | Против всех                 | Против всех                 | 57 792    | 4,27 %  |
| Действительных бюллетеней   | Действительных бюллетеней   | Действительных бюллетеней   | 1 331 309 | 98,43 % |
| Недействительных бюллетеней | Недействительных бюллетеней | Недействительных бюллетеней | 21 255    | 1,57 %  |
| Всего                       | Всего                       | Всего                       | 1 352 564 | 100 %   |
| Общее число избирателей     | Общее число избирателей     | Общее число избирателей     | 2 022 488 |         |

| Место                       | Место                       | Кандидат                    | Голосов   | %       |
| --------------------------- | --------------------------- | --------------------------- | --------- | ------- |
|                             | 1.                          | Виталий Муха                | 467 738   | 54,04 % |
|                             | 2.                          | Иван Индинок                | 322 316   | 37,24 % |
| Против всех                 | Против всех                 | Против всех                 | 65 550    | 7,57 %  |
| Действительных бюллетеней   | Действительных бюллетеней   | Действительных бюллетеней   | 855 604   | 98,85 % |
| Недействительных бюллетеней | Недействительных бюллетеней | Недействительных бюллетеней | 9922      | 1,15 %  |
| Всего                       | Всего                       | Всего                       | 865 526   | 100 %   |
| Общее число избирателей     | Общее число избирателей     | Общее число избирателей     | 2 010 329 |         |

В обоих турах наибольшая активность была отмечена в Татарском районе, где проголосовало 84,4 % избирателей в первом туре, а во втором — 72,1 %. В первом туре наиболее высокая поддержка у Индинка была в Усть-Таркском районе (52,21 %), у Мухи — в Чистоозёрном районе (50,51 %). Логинов имел высокую поддержку в юго-восточных районах области (наибольший результат был в Искитимском районе и городе Искитим — 30,29 % и 31,97 % соответственно), а Стариков — в Новосибирске.
При повторном голосовании за Муху проголосовало большинство избирателей как в Новосибирске, так и в сельских районах и городах области. Лишь в городах Обь и Куйбышев и шести сельских районах он уступил Индинку. Наибольшая поддержка у Мухи была в Бердске (76,63 %).

## Мнения
Избранный губернатор Муха, комментируя свою победу на выборах, отметил, что большинство жителей области жаждут перемен, и выразил возмущение открытым давлением на избирателей в ходе избирательной кампании: «Делалось всё, чтобы победила действующая власть. Как известно, за противников Индинка в первом туре было отдано в сумме втрое больше голосов, чем получил он сам». 
Проигравший выборы Иван Индинок рассчитывал, что вероятность его поражения во втором туре будет «почти нулевая», отметив, что ему пришлось вести борьбу в трудных условиях, когда большинство претендентов в губернаторы и в депутаты Думы строили свою кампанию на критике власти.